# Lasiommata megera
La mariposa saltacercas (Lasiommata megera) es una especie de lepidóptero de la familia Nymphalidae, subfamilia Satyrinae. Está extendida por toda la región paleártica con una variedad grande de hábitats y de número de generaciones por año. Envergadura: 36–50 milímetros.

## Descripción
El anverso de sus alas es anaranjado (puede tener variaciones en azul) con un característico reticulado oscuro. En el ala superior luce un ocelo apical de gran tamaño, y en la posterior, pequeños ocelos de pupila blanca en las venas longitudinales S1c, S2, S3 y S4. El reverso del ala posterior es grisáceo, con una serie de puntos posdiscales. Los machos presentan un marcado androconio.
Puede confundirse con Lasiommata maera, una mariposa algo mayor y con la zona naranja del anverso del ala posterior reducida a una banda posdiscal rodeando los ocelos. También puede confundirse con Lasiommata petropolitana, con las zonas basales y discales de ambas alas oscuras.

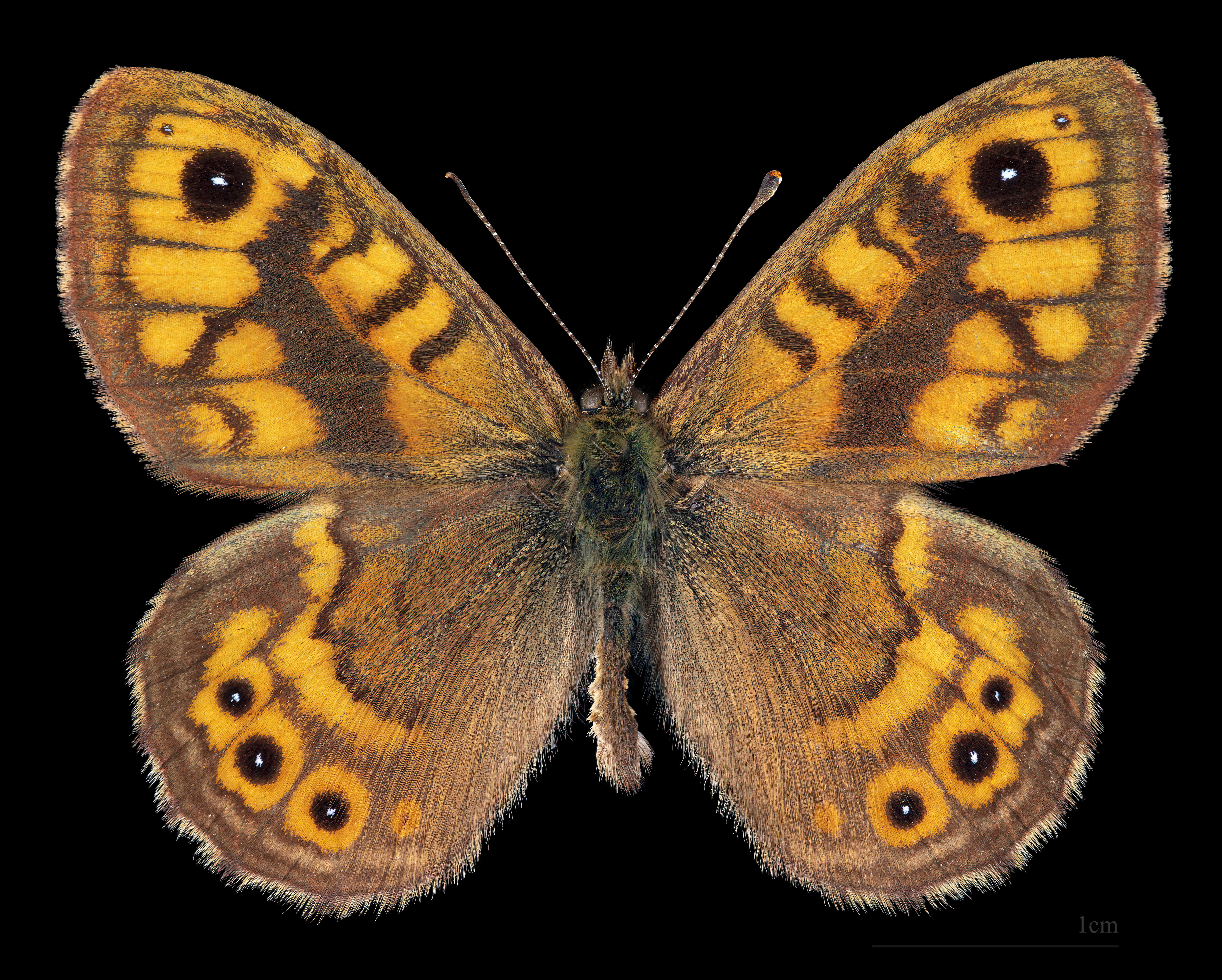
Lasiommata megera megera  ♂
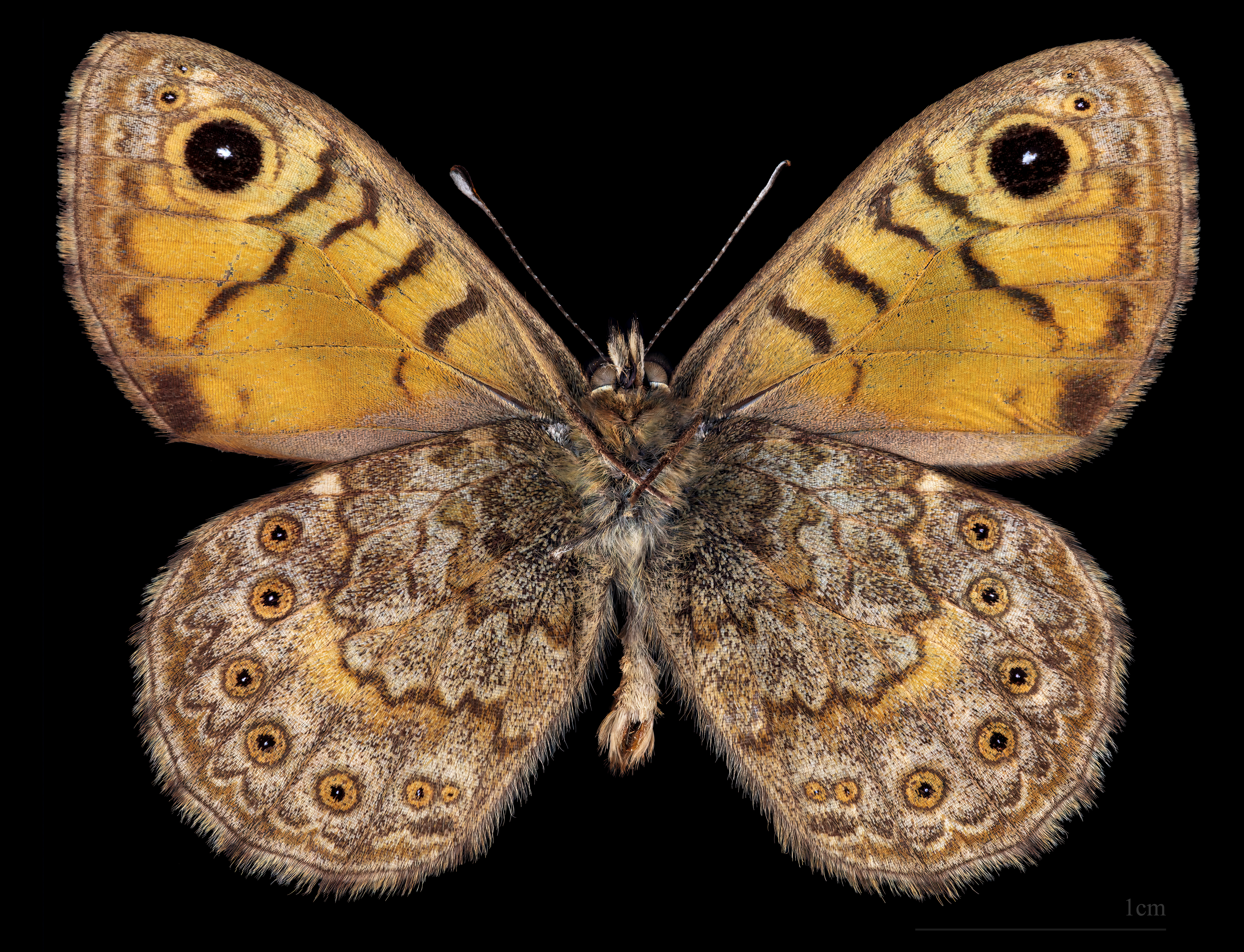
♂ △
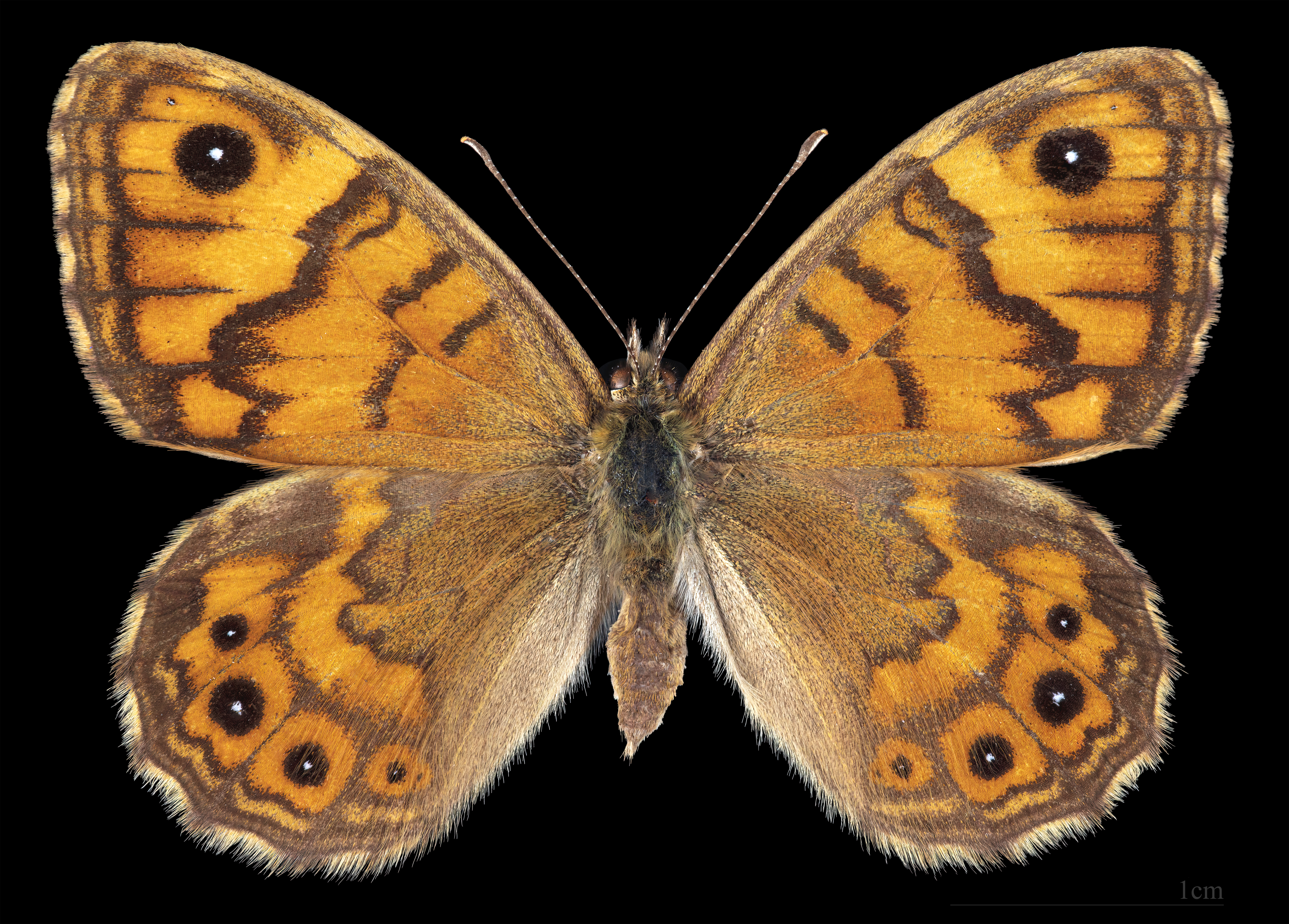
♀
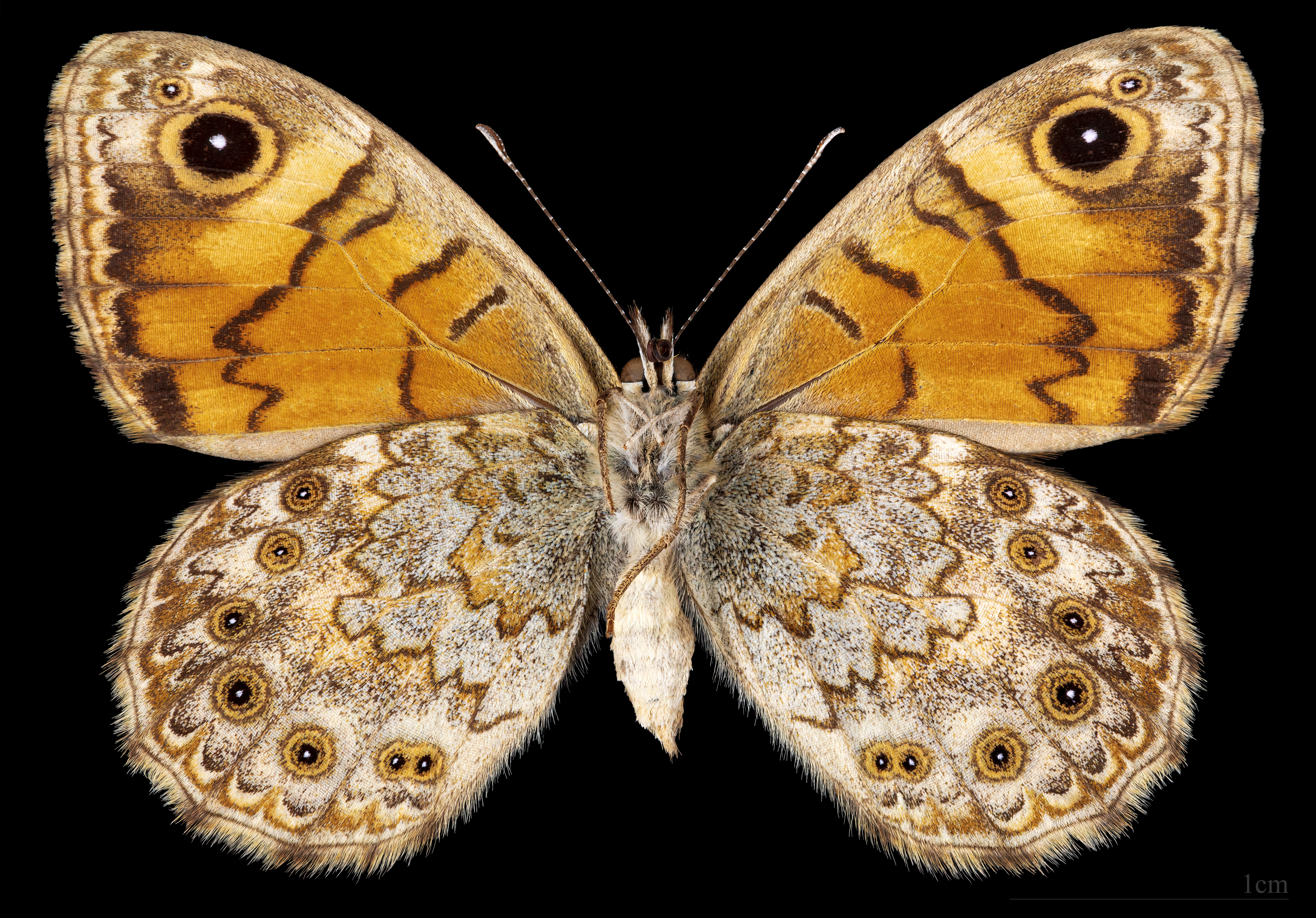
♀ △

## Área de distribución
África del norte, Europa, Cáucaso, Asia Menor, Oriente Medio, oeste de Siberia, norte de Tian-Shan, Montañas de Zungaria, Kazajistán y Zungaria.

## Hábitats
Los hábitats incluyen lindes de bosques y claros, caminos, zonas arbustivas en barrancos y valles de río, así como bosques poco espesos. También se encuentra en hábitats montañosos hasta 3.000 metros.

## Ciclo vital

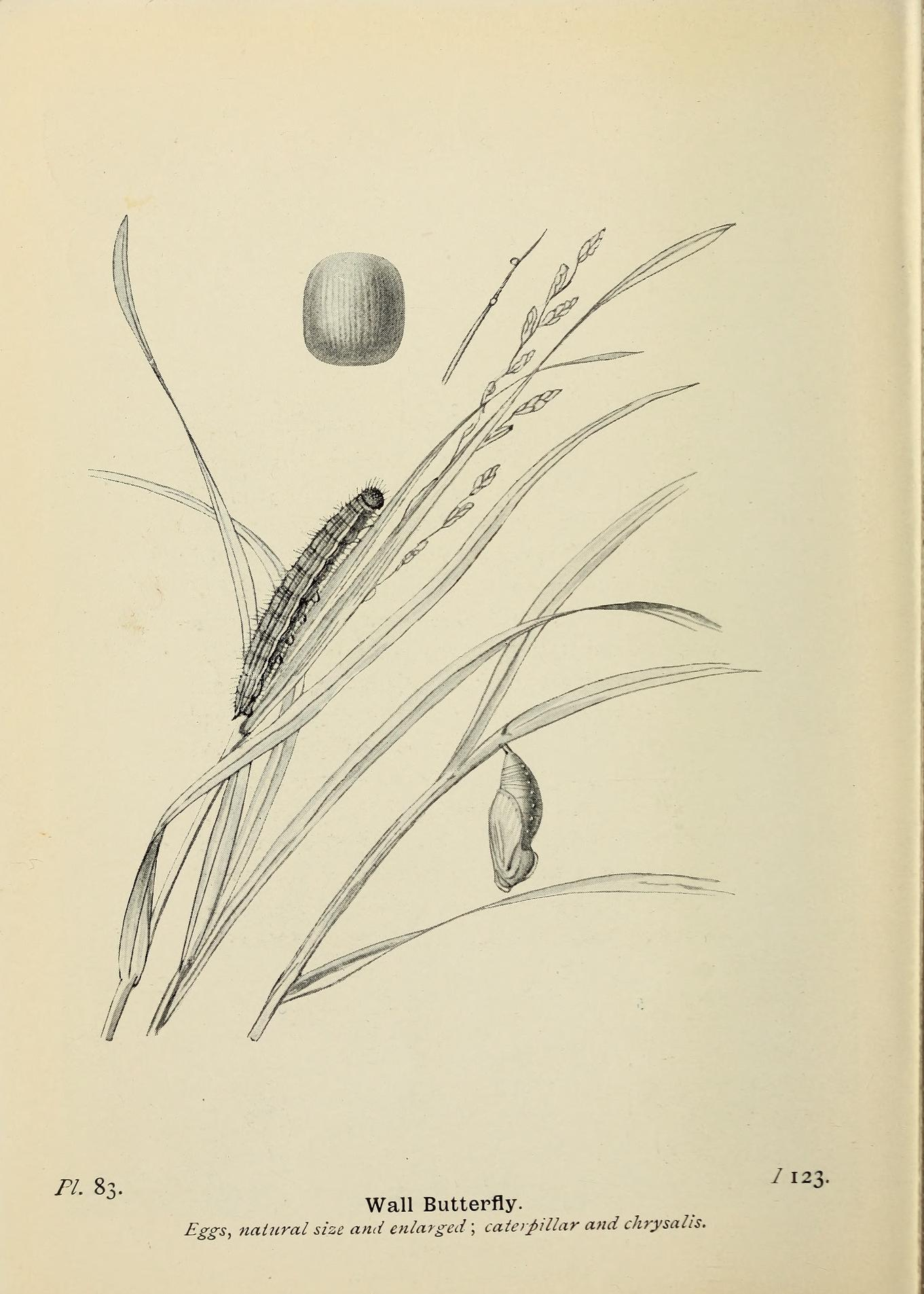
Huevo, larva y pupa

Los ejemplares adultos, en estadio imago, vuelan entre marzo y abril hasta agosto, aunque no es raro encontrárselas también hasta bien entrado octubre, en dos o tres generaciones dependiendo de la localidad y la altitud. La larva se alimenta de hierbas de los géneros Festuca, Bromus, Deschampsia, Poa annua, Dactylis glomerata y Brachypodium.
El huevo es verde pálido recién puesto, y su forma es casi esférica, aunque más alto que ancho; está finamente acanalado y reticulado, pero si no es examinado a través de una lente aparenta ser bastante liso.
 La oruga una vez desarrollada es  blanquecino-verdosa, salpicada con puntos blanco. Del más grande de estos puntos de la parte posterior le surgen celdas de color grisáceo; las tres líneas de la parte posterior (dorsal y sub-dorsal) son blanquecinas, con filos verde oscuros; la línea en los lados (espiraculares) es blanca, con franjas de pelos grises; puntos anales verdes, peludos, con pelos de puntas extremas blancas. Cabeza más grande que el primer anillo (primer segmento torácico), verde salpicado de blanco y peludo, mandíbulas marcadas de color marrón. Se alimenta de hierba.
La crisálida es verde, con marcas blancas-amarillas teñidas en el borde de las cubiertas de las alas y los cantos; las manchas en el cuerpo son de color amarillento, o, a veces blanco. De vez en cuando las crisálidas son negruzcas, con puntos blancos o amarillos en el cuerpo. '

## Subespecies
- L. m. megera
- L. m. vividissima
- L. m. megerina (Herrich-Schäffer, 1856) - Transcaucasia
- L. m. transcaspica (Staudinger, 1901) - Turkmenia